# Iglesia de Nuestra Señora de la Asunción (Bahabón)
La iglesia de Nuestra Señora de la Asunción es una iglesia católica de la localidad de Bahabón, en la provincia de Valladolid, comunidad autónoma de Castilla y León, España. 

## Descripción
La actual iglesia parroquial es obra de García Gil, natural de Segovia, que inició las obras de la nueva iglesia de la localidad en la década de 1550. La torre, que se levanta a los pies del templo, consta de un solo cuerpo y se terminó en 1571. Las obras finalizaron en 1573.
De la construcción a cargo de García Gil han perdurado la fisonomía exterior del templo, la citada torre, el tramo de los pies del templo cubierto con bóveda de nervios combados y la puerta, de arco de medio punto y situada en el lado de la Epístola.
La iglesia fue reformada en 1641 y 1681, aunque las obras de mayor entidad tuvieron lugar en 1706, cuando se sustituyeron las bóvedas del templo bajo la dirección de José Cachorro, vecino de Cuéllar.